# Округ Кајова (Колорадо)
Кајова (енгл. Kiowa County) је округ у америчкој савезној држави Колорадо. По попису из 2010. године број становника је 1.398. Седиште округа је град Идс (Колорадо).

## Демографија
Према попису становништва из 2010. у округу је живело 1.398 становника, што је 224 (13,8%) становника мање него 2000. године.
| Група             | 2000.         | 2010.         |
| Белци             | 1.530 (94,3%) | 1.304 (93,3%) |
| Афроамериканци    | 8 (0,5%)      | 4 (0,3%)      |
| Азијати           | 0 (0,0%)      | 0 (0,0%)      |
| Хиспаноамериканци | 51 (3,1%)     | 78 (5,6%)     |
| Укупно            | 1.622         | 1.398         |